# Original Pirate Material
Original Pirate Material är ett debutalbum av rapparen Mike Skinner, mer känd som The Streets. Albumet blev utgivet 25 maj 2002.

## Låtlista
1. Turn the Page – 3:15
2. Has It Come to This? – 4:04
3. Let's Push Things Forward (featuring Kevin Mark Trail) – 3:51
4. Sharp Darts – 1:33
5. Same Old Thing (featuring Kevin Mark Trail) – 3:22
6. Geezers Need Excitement – 3:46
7. It's Too Late – 4:11
8. Too Much Brandy – 3:02
9. Don't Mug Yourself – 2:39
10. Who Got the Funk? – 1:50
11. The Irony of It All – 3:30
12. Weak Become Heroes – 5:33
13. Who Dares Wins – 0:34
14. Stay Positive – 6:18